# Parafia Świętego Floriana w Sulejowie
Parafia pw. św. Floriana Męczennika w Sulejowie – parafia rzymskokatolicka znajdująca się w archidiecezji łódzkiej w dekanacie sulejowskim.
Kościół wzniesiony w latach 1901–1903, murowany z cegły, w stylu neogotyckim. Projekt budowy wykonał Feliks Nowicki. Konsekrowany w 1908 przez biskupa Stanisława Zdzitowieckiego, ordynariusza kujawsko-kaliskiego.
Peregrynacja obrazu M.B. Częstochowskiej w parafii nastąpiła 23–24 września 2009 roku.